# Osäkerhet
Osäkerhet är ett möjligt utrymme för fel.  Termen används lite olika beroende på inom vilket område det används som filosofi, fysik, statistik, ekonomi, finans, psykologi, sociologi, teknik, försäkringar och informationsvetenskap.